# Hey Ya!
«Hey Ya!» — песня американской хип-хоп группы OutKast (дуэт André 3000 (Андре Бенджамин) и Big Boi (Энтван Паттон)), выпущенная 23 сентября 2003 года на лейблах LaFace и RCA в качестве первого сингла с 5-го студийного альбома Speakerboxxx/The Love Below. Сингл достиг позиции № 1 в чарте Billboard Hot 100 и получил платиновый статус в США, Великобритании, Австралии, Норвегии и Швеции.
Песня «Hey Ya!» получила одобрение критиков после выхода, и её постоянно причисляют к величайшим песням 2000-х годов. В 2021 году она была включена в десятку лучших из 500 величайших песен всех времён по версии журнала Rolling Stone.

## История
Андре 3000 написал песню «Hey Ya!» в 2000 году, но начал работу над её записью в декабре 2002 года в студии Stankonia в Атланте, штат Джорджия. Он использовал акустическую гитару для аккомпанемента, вдохновленный такими группами, как Ramones, the Buzzcocks, the Hives, и the Smiths.
Андре записал вступление, первый куплет, хук и вокал примерно в одно и то же время, использовав несколько десятков дублей. Он вернулся к работе над песней несколько вечеров спустя, при этом сессионный музыкант Кевин Кендрикс исполнил басовую партию на синтезаторе.
Несколько месяцев спустя Андре 3000 работал с Питом Новаком в студии Larrabee Sound Studios в Лос-Анджелесе. Они экспериментировали с различными звуковыми эффектами, включая пение через вокодер, и сделали от 30 до 40 дублей для каждой строчки.

## Композиция
«Hey Ya!» — это песня в тональности соль мажор. Используется аккордовая прогрессия I-IV-V-V/ii. Мажорные и до-мажорные аккорды играются в течение одной и двух 4
4, соответственно. Затем Андре 3000 использует каденцию после 2
4 доминантного ре-мажорного аккорда, ведущего к двум 4
4 ми-мажорного аккорда (против ноты G в мелодии, подразумевающей ми-минор). Темп песни составляет 159 ударов в минуту, а вокальный диапазон Андре охватывает более полутора октав, от B3 до G5.
Песня открывается четырьмя ритмами, когда Андре 3000 считает «раз, два, три, о», а затем начинается первый куплет. Текст начинает описывать беспокойство и сомнения главного героя по поводу романтических отношений. Он задается вопросом, остаются ли они вместе только «ради традиции», как в строках «But does she really wanna [mess around] / But can’t stand to see me / Walk out the door?». Андре 3000 прокомментировал: «Я думаю, что важнее быть счастливым, чем соответствовать… ожиданиям мира о том, какими должны быть отношения. Так что это праздник того, как мужчины и женщины относятся друг к другу в 2000-х годах». Затем песня переходит к припев, который состоит из строки «Hey ya!», повторенной восемь раз, в сопровождении синтезатора, исполняющего басовую линию.
В развязке песни была придумана фраза «shake it like a Polaroid picture», ссылка на технику, используемую некоторыми фотографами для ускорения сушки влажных мгновенных фотографий, сделанных на пленке, произведенной корпорацией Polaroid. Фотографии, сделанные на ранних версиях пленки, нужно было сушить, а встряхивание фотографии помогало ей быстрее высохнуть. В песне также упоминаются певица Бейонсе и актриса Люси Лью. Песня завершается повторением припева и постепенным затуханием.

## Отзывы
Песня получила положительные отзывы музыкальной критики и интернет-изданий: PopMatters, Entertainment Weekly, Stylus Magazine, Pazz & Jop, Robert Christgau, Pitchfork Media, New York, AllMusic, NME. Журнал Blender включил песню в свой список «The 500 Greatest Songs Since You Were Born» (№ 15).
В 2014 году New Musical Express поставил песню на 18-е место в своём списке 500 величайших песен всех времён, а в 2021 году журнал Rolling Stone включил её в десятку лучших песен своего списка 500 величайших песен всех времён по версии журнала Rolling Stone. Песня «Hey Ya!» стала самым универсальным поп-хитом начала 2000-х, первой песней, которую скачали 1 миллион раз на iTunes..

## Коммерческий успех
«Hey Ya!» имела успех в Северной Америке, впервые попав в чарт 18 октября 2003 на позиции № 57 основного американского хит-парада Billboard Hot 100, три недели спустя после дебюта «The Way You Move» (который был в то время на позиции № 25). Сингл возглавлял Hot 100 девять недель, с 13 декабря 2003 до 7 февраля 2004 года. Цифровые продажи позволили синглу возглавлять чарт Billboard Hot Digital Tracks в течение 17 недель подряд.

## Признание
Песня удостоена нескольких наград: Best Urban/Alternative Performance (Grammy Award 2004), Nickelodeon Kids' Choice Awards (2004) в категории Kids' Choice Award for Favorite Song, MTV Europe Music Awards (Best Song) и другие.

### Награды и номинации
| Год  | Награда                             | Категория                                     | Результат |
| ---- | ----------------------------------- | --------------------------------------------- | --------- |
| 2004 | BET Awards                          | Video of the Year                             | Победа    |
| 2004 | BET Awards                          | Viewer’s Choice                               | Номинация |
| 2004 | Грэмми                              | лучшая запись                                 | Номинация |
| 2004 | Грэмми                              | Лучшее урбан- или альтернативное исполнение   | Победа    |
| 2004 | Грэмми                              | лучшее музыкальное видео                      | Номинация |
| 2004 | iHeartRadio Much Music Video Awards | Best International Group Video                | Победа    |
| 2004 | iHeartRadio Much Music Video Awards | Peoples Choice: Favourite International Group | Номинация |
| 2004 | MTV Europe Music Awards             | Лучшая песня                                  | Победа    |
| 2004 | MTV Europe Music Awards             | Лучшее видео                                  | Победа    |
| 2004 | MTV Video Music Award               | лучшее видео                                  | Победа    |
| 2004 | MTV Video Music Award               | лучшее хип-хоп видео                          | Победа    |
| 2004 | MTV Video Music Award               | Best Direction                                | Номинация |
| 2004 | MTV Video Music Award               | Best Visual Effects                           | Победа    |
| 2004 | MTV Video Music Award               | лучшая работа художника-постановщика          | Победа    |
| 2004 | NAACP Image Award                   | Outstanding Duo or Group                      | Победа    |
| 2004 | NAACP Image Award                   | Outstanding Music Video                       | Номинация |
| 2004 | NAACP Image Award                   | Outstanding Song                              | Номинация |
| 2004 | Soul Train Music Awards             | Best Video of the Year                        | Победа    |

## Музыкальное видео
Клип на песню, снятый режиссером Брайаном Барбером, концептуально похож на клип на песню бывшего битла Пола Маккартни «Coming Up», но также основан на знаковом выступлении Битлз на «Шоу Эда Салливана» 9 февраля 1964 года. Однако действие происходит в Лондоне. Начало и конец клипа сливаются с клипом «The Way You Move», так что их можно смотреть в любом порядке, а клип «The Way You Move/Hey Ya!», объединяющий оба клипа с промежуточной последовательностью, был выпущен на OutKast: The Videos DVD.
После прослушивания песни Барбер вдохновился идеей создать видеоролик о появлении «Битлз» на шоу Салливана на основе музыкальной структуры песни, но Андре 3000 никогда не видел этих кадров. Барбер показал эти кадры Андре 3000 и придумал идею обратить вспять «Британское вторжение», чтобы американская группа Love Below стала популярной в британской телепрограмме. Музыкальное видео было снято с использованием технологии управления движением камеры за два дня в августе 2003 года на звуковой сцене студии Universal Studios в Лос-Анджелесе, Калифорния.
В актерский состав вошли более 100 женщин. Каждая роль Андре 3000 была снята несколько раз с разных ракурсов, и он исполнил песню 23 раза в течение съемок. Поскольку выпуск «Hey Ya!» в качестве сингла был принят в последнюю минуту, у Андре не было времени на хореографию, и все танцы были импровизированными. Сцены Ice Cold 3000 были сняты первыми, что привело к энергичному исполнению персонажа, а сцены Johnny Vulture — последними, поэтому Андре, измотанный предыдущими дублями, сидел на табурете во время этих сцен.

## Список композиций
| American 7" vinyl single 1. «Hey Ya!» (radio edit) 2. «Hey Ya!» (instrumental) Australian CD maxi single 1. «Hey Ya!» (radio edit) 2. «Ghetto Musick» (radio edit) 3. «Ghetto Musick» (Benny Benassi remix) 4. «Hey Ya!» (Enhanced CD video) European CD single 1. «Hey Ya!» (radio edit) 2. «Ghetto Musick» (radio edit) | German CD maxi single 1. «Hey Ya!» (radio edit) 2. «Ghetto Musick» (radio edit) 3. «Ghetto Musick» (Benny Benassi remix) 4. «Hey Ya!» (Enhanced CD video) UK 12" vinyl single 1. «Hey Ya!» (radio edit) 2. «Ghetto Musick» 3. «My Favourite Things» UK CD maxi single 1. «Hey Ya!» 2. «Ghetto Musick» (radio edit) 3. «My Favourite Things» 4. «Hey Ya!» (Enhanced CD video) |

## Чарты
| Чарт (2003—2004)                      | Высшая позиция |
| ------------------------------------- | -------------- |
| Австралия (ARIA)                      | 1              |
| Австралия (ARIA Urban)                | 1              |
| Австрия (Ö3 Austria Top 40)           | 4              |
| Бельгия/Фландрия (Ultratop 50)        | 18             |
| Бельгия/Валлония (Ultratop 50)        | 10             |
| Канада (Nielsen SoundScan)            | 1              |
| Хорватия (HRT)                        | 2              |
| Чехия (IFPI)                          | 1              |
| Дания (Tracklisten)                   | 2              |
| Европа (Eurochart Hot 100)            | 2              |
| Финляндия (Suomen virallinen lista)   | 10             |
| Франция (SNEP)                        | 7              |
| Германия (GfK)                        | 6              |
| Венгрия (Rádiós Top 40)               | 34             |
| Венгрия (Dance Top 40)                | 5              |
| Ирландия (IRMA)                       | 2              |
| Италия (FIMI)                         | 3              |
| Нидерланды (Dutch Top 40)             | 22             |
| Нидерланды (Single Top 100)           | 15             |
| Новая Зеландия (Recorded Music NZ)    | 2              |
| Норвегия (VG-lista)                   | 1              |
| Румыния (Romanian Top 100)            | 71             |
| Шотландия (OCC Scotland)              | 6              |
| Швеция (Sverigetopplistan)            | 1              |
| Швейцария (Schweizer Hitparade)       | 9              |
| Великобритания (OCC UK Singles)       | 3              |
| Великобритания (OCC UK Hip Hop/R&B)   | 1              |
| США (Billboard Hot 100)               | 1              |
| США (Billboard Adult Pop Airplay)     | 13             |
| США (Billboard Alternative Airplay)   | 16             |
| США (Billboard Hot R&B/Hip-Hop Songs) | 9              |
| США (Billboard Pop Airplay)           | 1              |
| США (Billboard Rhythmic)              | 1              |

| Чарт (2020)                     | Высшая позиция |
| ------------------------------- | -------------- |
| Польша (Polish Airplay Top 100) | 66             |

| Чарт (2003)                    | Позиция |
| ------------------------------ | ------- |
| Australia (ARIA)               | 61      |
| Germany (Media Control Charts) | 173     |
| Ireland (IRMA)                 | 57      |
| Italy (FIMI)                   | 43      |
| Netherlands (Dutch Top 40)     | 201     |
| Sweden (Sverigetopplistan)     | 9       |
| UK Singles (OCC)               | 68      |

| Чарт (2004)                          | Позиция |
| ------------------------------------ | ------- |
| Australia (ARIA)                     | 15      |
| Australian Urban (ARIA)              | 5       |
| Austria (Ö3 Austria Top 75)          | 16      |
| Belgium (Ultratop 40 Wallonia)       | 35      |
| Europe (Eurochart Hot 100)           | 7       |
| France (SNEP)                        | 42      |
| Germany (Media Control Charts)       | 34      |
| Italy (FIMI)                         | 22      |
| Netherlands (Dutch Top 40)           | 98      |
| Netherlands (Single Top 100)         | 84      |
| New Zealand (Recorded Music NZ)      | 47      |
| Sweden (Sverigetopplistan)           | 33      |
| Switzerland (Schweizer Hitparade)    | 31      |
| UK Singles (OCC)                     | 25      |
| US Billboard Hot 100                 | 8       |
| US Adult Top 40 (Billboard)          | 25      |
| US Hot R&B/Hip-Hop Songs (Billboard) | 49      |
| US Mainstream Top 40 (Billboard)     | 7       |
| US Rhythmic (Billboard)              | 17      |

| Чарт (2000—2009)     | Позиция |
| -------------------- | ------- |
| Australia (ARIA)     | 74      |
| US Billboard Hot 100 | 20      |

| Чарт (1958—2018)     | Позиция |
| -------------------- | ------- |
| US Billboard Hot 100 | 145     |

## Сертификации
| Регион | Сертификация  | Продажи    |
| --- | ------------- | ---------- |
| Австралия (ARIA) | 2× Платиновый | 140 000^   |
| Канада (Music Canada) | Золотой       | 20,000^    |
| Новая Зеландия (RMNZ) | Золотой       | 5000*      |
| Норвегия (IFPI Norway) | Платиновый    | 10 000*    |
| Швеция (GLF) | Платиновый    | 20 000^    |
| Великобритания (BPI) | 4× Платиновый | 2 400 000  |
| США (RIAA) | Платиновый    | 1,000,000^ |
| * Данные о продажах приведены только на основе сертификации. · ^ Данные о тиражах приведены только на основе сертификации. · Данные о продажах + прослушиваниях приведены только на основе сертификации. |               |            |